# Хронофотографія

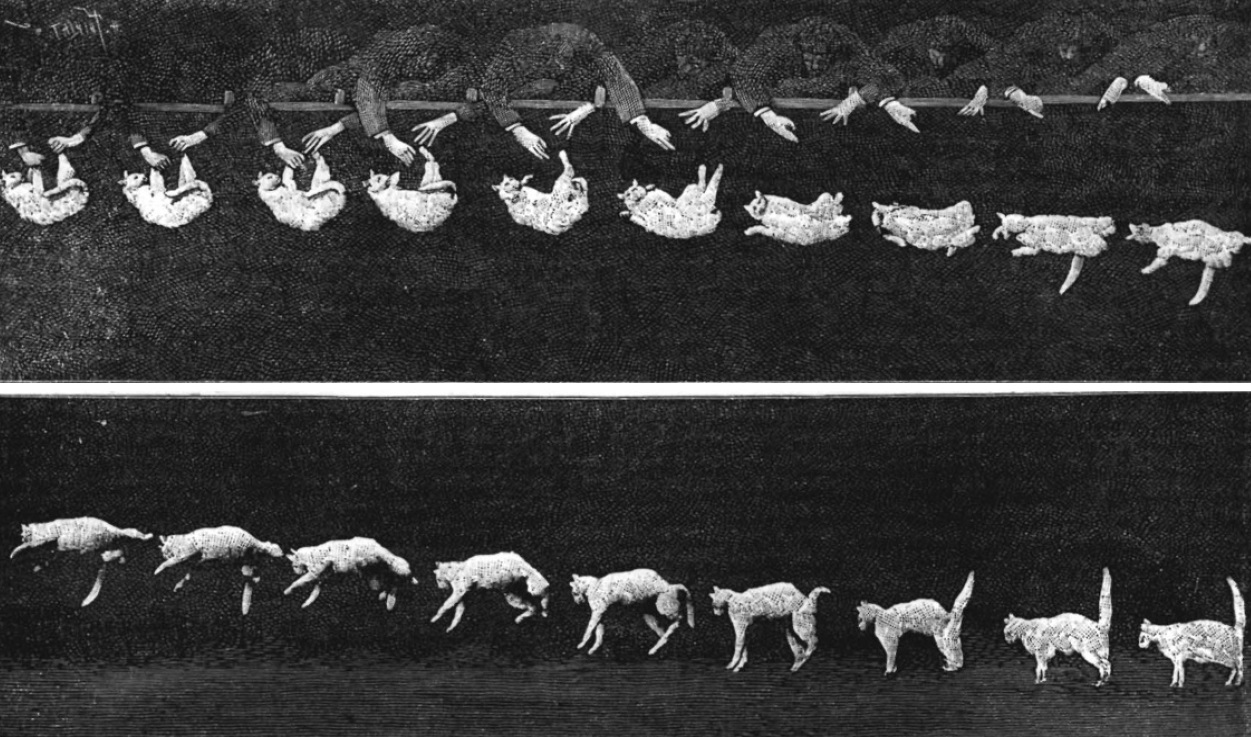
19 послідовних кадрів, демонструють вміння кішки приземлятися на чотири лапи з переворотом у повітрі на 180°. Роботу опубліковано 1894 року в журналі Nature, автор — Етьєн-Жюль Маре

Хронофотографія — різновид фотографії, що дозволяє записувати рух будь-якого об'єкта за допомогою фотографування його окремих фаз через короткі рівні інтервали часу. Отриману серію знімків можна використати для вивчення руху або створення рухомого зображення за допомогою інших технологій, таких як зоопраксископ або праксиноскоп. Хронофотографія стала проміжним етапом у процесі винайдення кінематографа і дозволила зрозуміти основні принципи запису рухомого зображення.

## Історична довідка

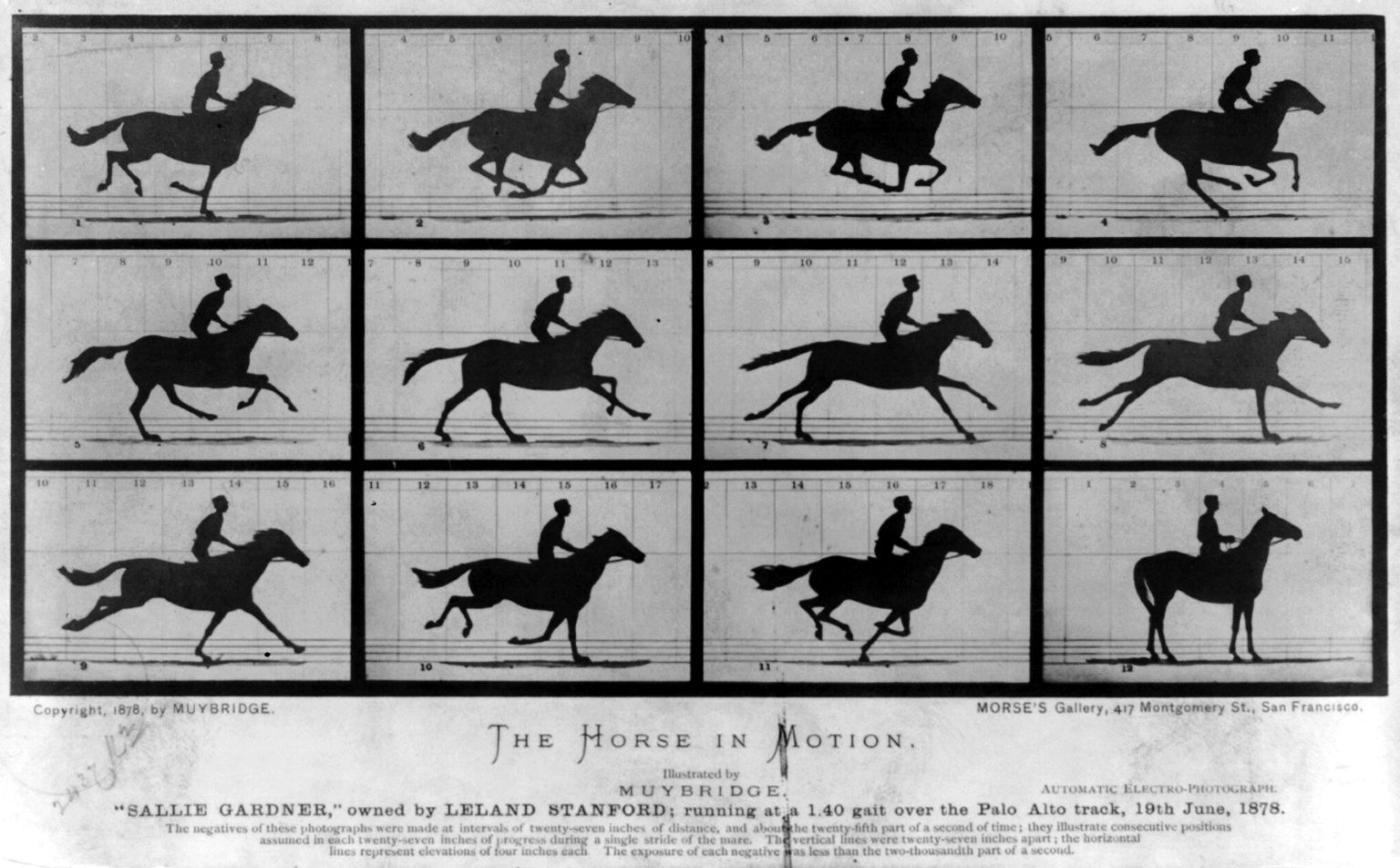
Хронофотографічний знімок «Саллі Гарднер у галопі», 1878 рік

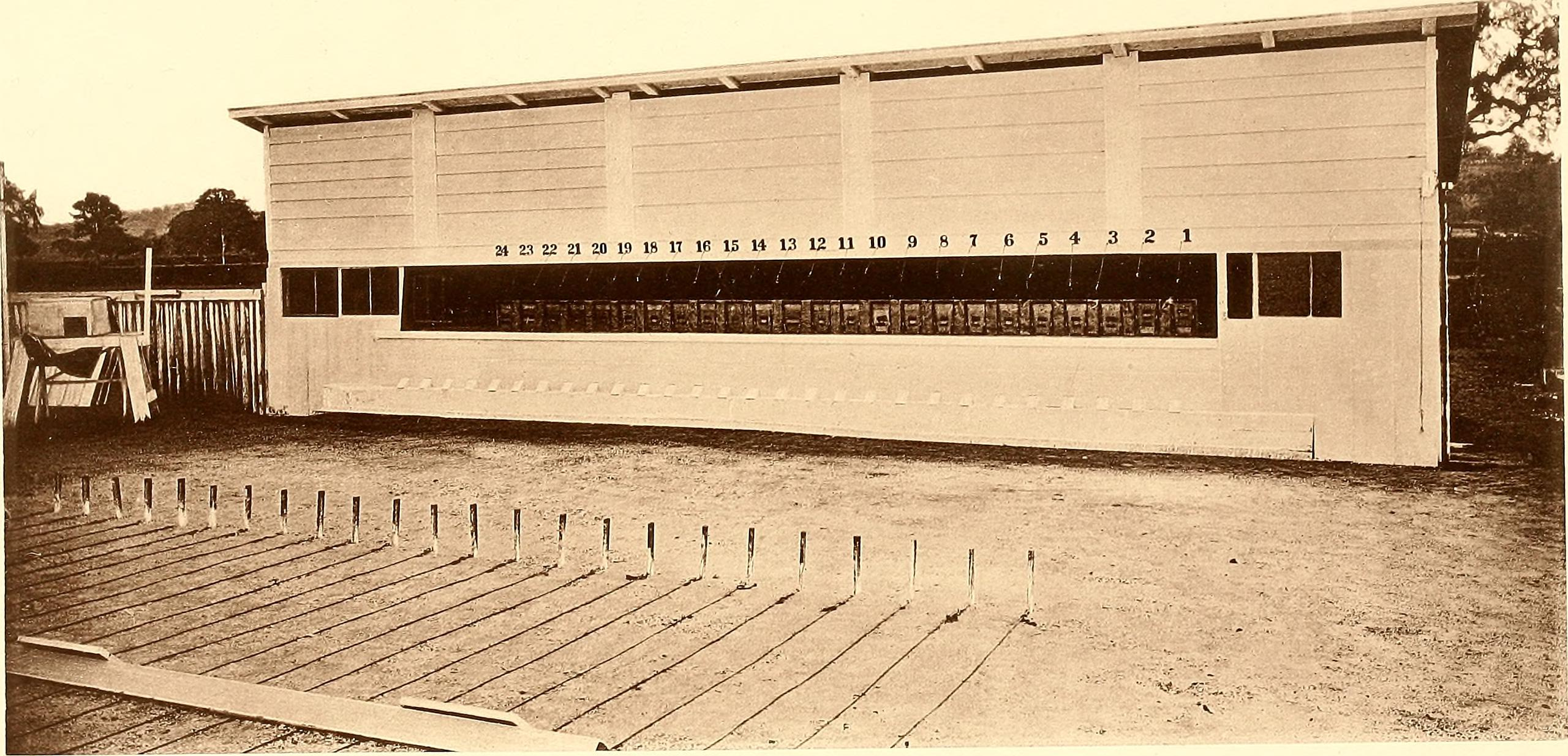
«Фотодром» Мейбріджа в Пало-Альто

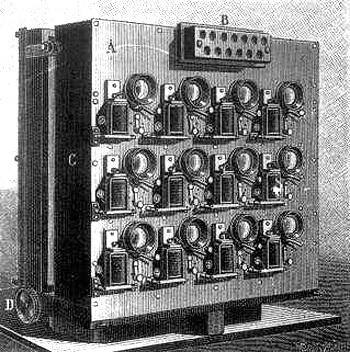
Хронофотографічний апарат Лонда з 12 об'єктивами. 1891 рік

Термін «хронофотографія» вперше використав французький фізіолог Етьєн-Жуль Маре, який застосовував технологію для вивчення рухів тварин і птахів. Поява хронофотографії стала можливою завдяки вдосконаленню технологій традиційної фотографії та підвищення світлочутливості фотоматеріалів до рівня, необхідного для моментальних витримок, що становлять частки секунди. Цьому передували спроби деяких фотографів створювати «рухомі картинки», послідовно фотографуючи людей в різних нерухомих позах, що імітують різні фази руху. При цьому витримки могли бути порівняно великими. Поява новітніх швидкодійних фотозатворів і чутливих фотоемульсій уможливила отримання справжніх знімків руху.
Перший успішний досвід хронофотографії здійснив фотограф Едвард Майбрідж, найнятий для вирішення спору колишнього губернатора Каліфорнії Ліленда Стенфорда з двома любителями кінних перегонів Джеймсом Кейном і Фредеріком Маккреллішем. Предметом парі на 25 тисяч доларів стало питання про те, чи відриває кінь під час галопу всі чотири ноги від землі одночасно. Для експериментів, які Майбрідж проводив від 1874 року, Стенфорд на своїй фермі в Пало-Альто побудував «фотодром». Уздовж бігового треку з одного боку розташовувалася довга біла стіна, а з іншого — 12 кабін з фотоапаратами. До найшвидкодійніших для того часу гільйотинних затворів усіх фотоапаратів приєднувалися нитки, протягнуті впоперек треку через рівні проміжки. Кінь, пробігаючи, розривав ногами нитки, по черзі приводячи в дію фотоапарати, кожен з яких фіксував окрему фазу руху з витримкою 1/25 секунди. Для фотознімання використовували мокрий колодієвий фотопроцес, що вимагає приготування фотопластинок безпосередньо перед зніманням і їх негайного проявлення. Окремі кабіни для фотоапаратів призначалися для того, щоб 12 помічників одночасно обробляли фотоматеріал для знімання. Їх робота починалася за сигнальним свистком, забезпечуючи синхронну готовність. Результатом досліду стала серія фотографій, які зафіксували окремі фази руху коня на кличку Селлі Гарднер, на одній з яких чітко видно момент відриву всіх чотирьох ніг.
Витративши на експерименти загалом 40 тисяч доларів, Майбрідж значно поліпшив якість знімків, використавши новітні сухі желатиносрібні фотопластинки, які не потребують команди асистентів, і довівши число фотоапаратів до 24. Найбільшу популярність отримала серія знімків 1879 року під назвою «Леланд Стенфорд молодший верхи на поні Джипсі». Отримані фотографії використовувалися для наукового аналізу руху, а також могли наноситися на барабан зоотропа, дозволяючи спостерігати рухоме зображення. Винахідник удосконалив і цю технологію, сконструювавши зоопраксископ. Успіх дослідів Майбріджа був несподіваним для нього самого: досі ніхто не бачив настільки точного документування руху. Досліди з застосування хронофотографії стали масово повторювати в інших країнах, винаходячи нові пристрої для фіксації руху фотоспособом.
У 1882 році француз Жан Маре, який вивчав за допомогою хронофотографії рухи тварин, розробив фоторушницю, яка знімала до 12 кадрів за секунду на обертовій восьмикутній фотопластинці. Через рік Альберт Лонд, який працював асистентом у невролога Жана Шарко, створив апарат для хронофотографії з дев'ятьма об'єктивами, розташованими по колу, і дисковим щілинним затвором. Диск з вузькою щілиною обертався за об'єктивами, послідовно експоеуючи 9 знімків 3×3 см на фотопластинці формату 13×18. Камеру використовували для вивчення міміки пацієнтів, хворих істерією та іншими психічними розладами. Через 8 років Лонд розробив нову хронофотографічну камеру з 12 об'єктивами, розташованими в три ряди навпроти фотопластинки формату 24×30 см. В останній конструкції, завдяки електроспуску, інтервал між знімками не перевищував 1/10 с. Поява гнучкого рулонного фотопаперу, а потім целулоїдної плівки, дозволила створити хронофотографічні камери, які стали прообразами кінознімального апарата. Першими такі пристрої практично одночасно винайшли Луї Ле Пренс і Вільям Фрізе-Грін, які отримали відповідні патенти в 1889 році.

## Використання

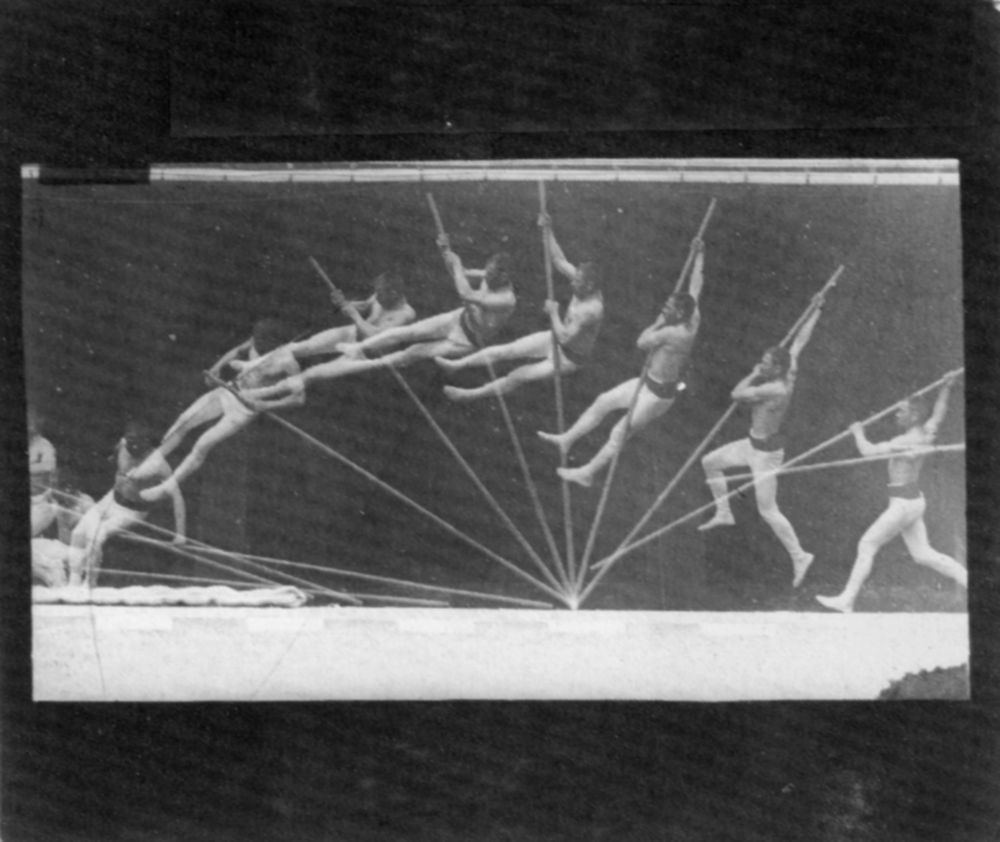
Хронофотографія стрибка з жердиною на загальному знімку Етьєн-Жуля Маре

Спочатку хронофотографію створювали для детального вивчення швидких рухів різних об'єктів, переважно, людини і тварин. Пізніше технологію використовували в судовій практиці і для фіксації результатів спортивних змагань. Хронофотографічний знімок — це набір з декількох фотографій, зібраних на одному відбитку (негативі) або виготовлених окремо. Кожен з окремих знімків фіксує об'єкт в одній фазі руху. У разі знімання методом мультиекспозиції всі фази розміщуються на одному знімку, зображаючи різні положення об'єкта знімання відносно нерухомих предметів. Одним з найвідоміших знімків такого роду стала фотографія Гарольда Еджертона, на якій за допомогою стробоскопічного джерела імпульсного освітлення зафіксовано кілька десятків фаз руху гравця в гольф, що б'є ключкою по м'ячу.
Порівнюючи фотографії сусідніх фаз руху, можна з високою точністю розрахувати швидкості і напрями переміщень у будь-який момент часу. Крім того, хронофотографія вперше дозволила зрозуміти суть багатьох швидкоплинних процесів, які очі нездатні розглянути в подробицях. Одним з найвідоміших хронофотографічних знімків у 1894 році стало «Падіння кішки», де чітко видно, яким чином тварина приземляється на лапи. Аналіз і вимірювання не вимагали зворотного синтезу рухомого зображення, використовуючи тільки окремі фотографії. Наклеювання знімків серії на барабан зоопраксископа Майбріджа або електротахіскопа Аншютца дозволяло отримати рухоме зображення, що збігається з відзнятим. Подібні атракціони швидко набули популярності. Подальше вдосконалення пристроїв синтезу рухомого зображення на основі хронофотографій стало поштовхом для створення засобів кінематографу.